# Heidberg (Kuhfelde)
Heidberg war bis zum 28. Februar 1973 eine Gemeinde im Kreis Salzwedel im Bezirk Magdeburg, Deutsche Demokratische Republik.

## Geographie
Das Gebiet der Gemeinde lag östlich des Waldgebietes Haidberg mit dem etwa 89 Meter hohen Haidberg, der einen Kilometer westlich von Hohenlangenbeck liegt.

## Geschichte
Am 20. Juli 1950 erfolgte der Zusammenschluss der Gemeinden Hohenlangenbeck und Leetze aus dem Landkreis Salzwedel zur neuen Gemeinde Heidberg. Am 25. Juli 1952 kam sie zum Kreis Salzwedel. Am 1. März 1973 wurde die Gemeinde Heidberg in die Gemeinde Siedenlangenbeck eingemeindet. Die beiden Heidberger Ortsteile Hohenlangenbeck und Leetze kamen damit zu Siedenlangenbeck.
Im Jahre 1952 wurde in der Gemeinde die erste Landwirtschaftliche Produktionsgenossenschaft vom Typ III gegründet, die LPG „Frischer Wind“ in Leetze. 1966 wurde eine Zwischengenossenschaftliche Einrichtung, die ZGE (Geflügel) „Fortschritt“ gegründet, die 1973 an die LPG „Frischer Wind“ angeschlossen wurde. 1975 entstand aus der LPG in Leetze, der LPG „Eichengrund“ Bierstedt, der LPG „Einigkeit“ Mehmke und LPG „V. Parteitag“ Hohengrieben die LPG (T) „Einigkeit“ Bierstedt.
Der Gemeindename Heidberg war vom Haidberg abgeleitet worden. Einen Ort namens Heidberg gab es nie.

### Einwohnerentwicklung
| Jahr | Einwohner |
| ---- | --------- |
| 1964 | 295       |
| 1971 | 260       |